# Busscar
Busscar Ônibus S.A. war ein brasilianischer Hersteller von Autobussen, ansässig in Joinville. Das 1946 gegründete Unternehmen stellte, nachdem es 2008 stark in wirtschaftliche Schwierigkeiten geraten war, 2010 die Produktion ein. Im Jahr 2011 befand sich das Unternehmen in Abwicklung und über eine Übernahme der Produktionsstätten durch Caio Induscar, möglicherweise in Partnerschaft mit dem vormals größten Konkurrenten von Busscar, Marcopolo, wurde spekuliert. Busscar unterhielt auch Fabriken in Kolumbien und Mexiko. Im September 2012 stellte schließlich ein brasilianisches Gericht den Bankrott des Unternehmens fest.

## Geschichte

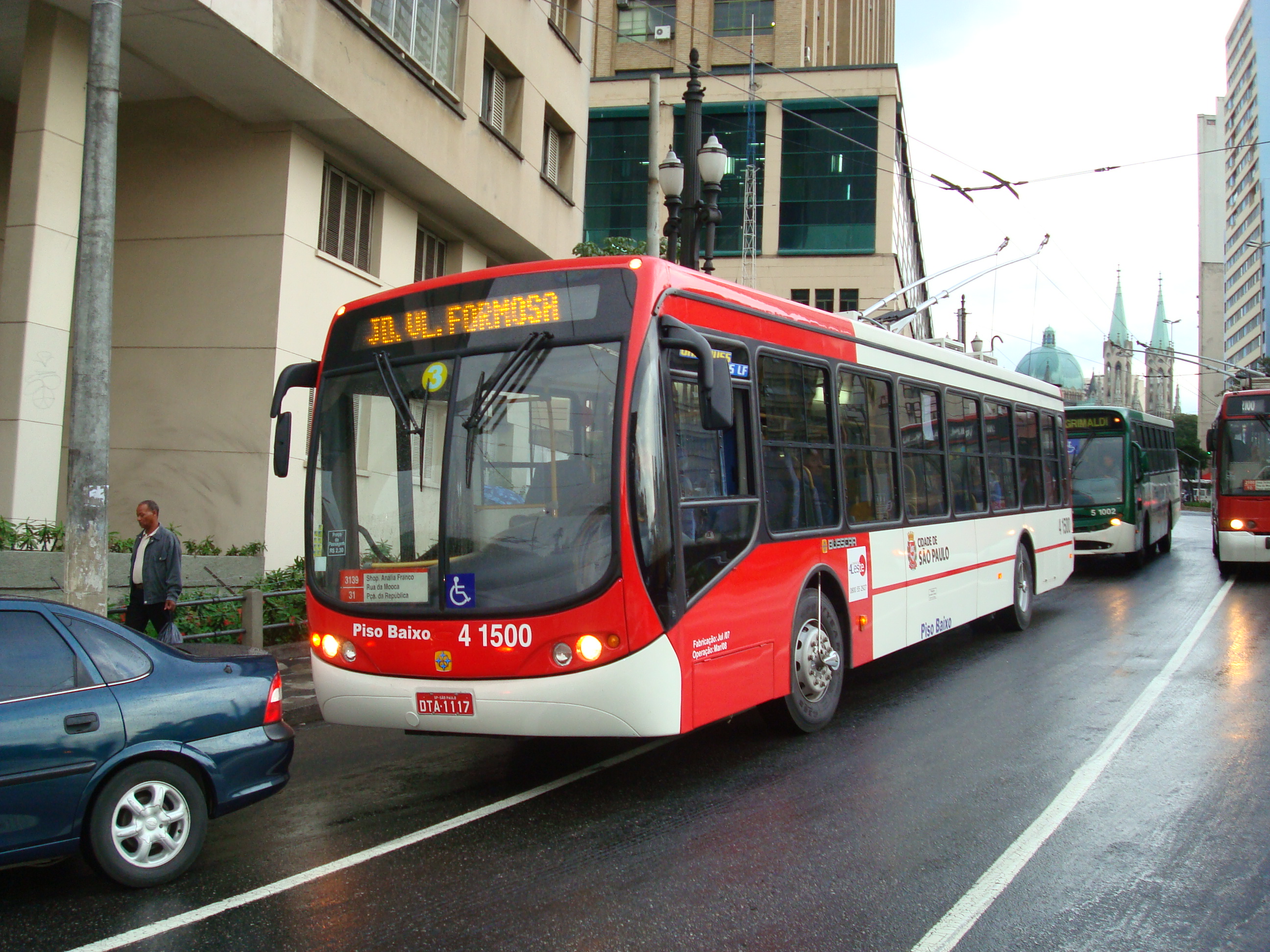
Niederfluriger Trolleybus von 2007 in São Paulo

Das Unternehmen wurde am 17. September 1946 von zwei Brüdern schwedischer Abstammung, Augusto Bruno Nielson und Eugênio Nielson gegründet. Sie eröffneten damals in Joinville eine Tischlerei, in der sie Holzmöbel, Fenster und mehr herstellten. Ein Jahr später stellten sie den ersten Bus-Aufbau her – komplett aus Holz gefertigt. Als Fahrgestell diente ein großer Chevrolet. Dies war der Anfang der Busproduktion und in den letzten Jahrzehnten wurde das Unternehmen zu einem der wichtigsten Bushersteller der Welt. Denn als 1956 Harold Nielson (Augustos ältester Sohn) in das Unternehmen Carrocerias Nielson eintrat war das Unternehmen auf dem Weg der führende Bushersteller Brasiliens zu werden – mit innovativen und revolutionären Produkten wie z. B. dem Diplomata im Jahr 1961 oder dem Urbanuss 1987. Das Unternehmen wurde 1990 in Busscar Ônibus S.A. umbenannt und wird als Aktiengesellschaft geführt. Traditionell fertigt das Unternehmen Reise-, Stadt- und Regionalbusse. Seit einigen Jahren werden außerdem auch Kleinbusse für den Stadt- und Kurzstreckenverkehr angeboten. Anfang 2009 kam das Unternehmen in eine Krise, weshalb auch eine größere Anzahl Mitarbeiter entlassen werden musste. Im Juni 2009 lehnte der Konkurrent Marcopolo S.A. jedoch die Übernahme ab.

## Unternehmen heute
Die Produktion wurde bereits 2009 eingestellt. Zweigwerke gab es in Kolumbien, Mexiko und Kuba. Hinter dem brasilianischen Bushersteller Marcopolo war die Busscar Ônibus S.A. in Südamerika der zweitwichtigste Bushersteller. Auch in Mittelamerika und der Karibik, insbesondere Mexiko, war das Unternehmen stark vertreten. Seit 1998 vertrieb die Busscar Ônibus S.A. den Panorâmico DD, einen Doppelstockbus. Es handelt sich um eines der verbreitetsten und bekanntesten Busmodelle in Südamerika. Er wird häufig auf Fernverkehrsstrecken, so auch auf der Panamericana eingesetzt. Der Panorâmico DD wurde normalerweise als dreiachsige Version hergestellt. Für Bergstrecken gibt es ihn jedoch auch mit vier Achsen. Die zweite Vorderachse sorgt für bessere Bodenhaftung bei steilen Strecken. Der längste Bus den das Unternehmen für den Stadtverkehr herstellte (Strecken mit sehr hohem Fahrgastaufkommen), ist der Urbanuss Pluss Biarticulado, ein 25 Meter langer Doppelgelenkbus (Maschinenwagen mit zwei einachsigen Nachläufern und Gelenk). Das Unternehmen fertigte bis auf die Motoren und Fahrgestelle, die von Scania und Volvo sowie teilweise von Evobus bezogen wurden, die Busse selbst, d. h. insbesondere die gesamten Aufbauten und die Innenausstattung.
Anfang 2017 wurde das Unternehmen Busscar von CAIO Induscar übernommen. Das neue Unternehmen nimmt ausdrücklich Bezug auf den alten Unternehmensnamen und heißt zudem Carbuss.

## Modelle

### Regional- und Stadtbusse
- Busscar Urbanuss
- Busscar Urbanuss Ecoss II
- Busscar Urbanuss Pluss
- Urbanuss Pluss Biarticulado Doppelgelenkbus
- Pluss Híbrido
- Pluss Low Floor
- Pluss Troley
- Pluss Tour
- Articulado Niederflurbus

### Reisebusse
- Panorâmico DD Doppeldeckerbus
- Jum Buss 400 Panorâmico
- Jum Buss 380
- Jum Buss 360
- Elegance 360
- Vissta Buss HI
- Vissta Buss LO
- El Buss 340
- El Buss 320
- Interbuss

### Micro- und Minibusse
- Micruss II
- Mini Micruss
- Microbuss

## Ehemalige Modelle

### Regional- und Stadtbusse
- Nielson Urbanus
- Busscar Urbanus I
- Busscar Urbanus II
- Busscar Urbanus II SS

### Reisebusse
- Nielson Diplomata 2.40
- Nielson Diplomata 2.50
- Nielson Diplomata 2.60
- Nielson Diplomata 310
- Nielson Diplomata 330
- Nielson Diplomata 350
- Nielson Diplomata 380
- El Buss 320 I
- El Buss 340 I
- El Buss 360 I
- Jum Buss 340 I
- Jum Buss 360 I
- Jum Buss 380 I
- El Buss 320 II
- El Buss 340 II
- Jum Buss 360 II
- Jum Buss 380 II
- Jum Buss 400
- Interbus
- Vissta Buss